# UFC Fight Night: Grasso vs. Araújo
UFC Fight Night: Grasso vs. Araújo（ユーエフシー・ファイトナイト：グラッソ・バーサス・アラウジョ、別名UFC Fight Night 212、UFC on ESPN+ 70）は、アメリカ合衆国の総合格闘技団体「UFC」の大会の一つ。2022年10月15日、ネバダ州ラスベガスのUFC APEXで開催された。

## 大会概要
本大会はアレクサ・グラッソとビビアン・アラウジョの女子フライ級戦が組まれた。

## 試合結果

### プレリミナリーカード
第1試合 ウェルター級 5分3R
○  ピート・ロドリゲス vs.  マイク・ジャクソン ×
1R 1:33 KO（右膝蹴り→パウンド）
第2試合 129ポンド契約 5分3R
○  平良達郎 vs.  CJ・ベルガラ ×
2R 4:19 腕ひしぎ十字固め
※ベルガラの体重超過によりフライ級から変更。
第3試合 女子ストロー級 5分3R
○  ピエラ・ホドリゲス vs.  サム・ヒューズ ×
3R終了 判定3-0（29-28、29-28、29-28）
第4試合 フェザー級 5分3R
○  ジョアンダーソン・ブリート vs.  ルーカス・アレクサンダー ×
1R 2:02 リアネイキドチョーク
第5試合 ミドル級 5分3R
○  ジェイコブ・マルクーン vs.  ニック・マキシモフ ×
3R終了 判定3-0（30-27、30-27、30-27）
第6試合 バンタム級 5分3R
○  マーナ・マルティネス vs.  ブランドン・デイビス ×
3R終了 判定2-1（28-29、29-28、29-28）

### メインカード
第7試合 ライトヘビー級 5分3R
○  アロンゾ・メニフィールド vs.  ミシャ・サークノフ ×
1R 1:28 KO（右アッパー→パウンド）
第8試合 バンタム級 5分3R
○  ハファエル・アスンソン vs.  ビクター・ヘンリー ×
3R終了 判定3-0（30-27、30-27、30-27）
第9試合 ミドル級 5分3R
○  ドゥスコ・トドロビッチ vs.  ジョーダン・ライト ×
2R 3:12 TKO（グラウンドの肘打ち連打）
第10試合 バンタム級 5分3R
○  ジョナサン・マルチネス vs.  カブ・スワンソン ×
2R 4:19 TKO（左ローキック→パウンド）
第11試合 女子フライ級 5分5R
○  アレクサ・グラッソ vs.  ビビアン・アラウジョ ×
5R終了 判定3-0（50-45、49-46、49-46）

### 各賞
ファイト・オブ・ザ・ナイト：ドゥスコ・トドロビッチ vs. ジョーダン・ライト
パフォーマンス・オブ・ザ・ナイト：ジョナサン・マルチネス、平良達郎
各選手にはボーナスとして5万ドルが授与された。

### カード変更
負傷などによるカードの変更は以下の通り。